# Bomarc
Die Bomarc war eine ferngesteuerte Flugabwehrrakete der Zeit des Kalten Krieges aus US-amerikanischer Produktion. Sie konnte mit einem nuklearen Sprengkopf bestückt werden. Durch Ramjet-Triebwerke und Tragflächen erzielte sie eine Reichweite von zuletzt 700 Kilometern bei einer Geschwindigkeit bis zu Mach 2,8.
Der Name Bomarc setzt sich aus den Herstellern Boeing (BO) und dem Michigan Aeronautical Research Center (MARC) = BOMARC zusammen. Die ursprüngliche Bezeichnung der US Air Force – XF-99 – gliederte die Bomarc in die Reihe der Jagdflugzeuge ein. Schon kurz nach dem Erstflug erfolgte die erste Umbenennung in IM-99A, bevor schließlich 1963 CIM-10 als endgültige Bezeichnung festgelegt wurde.

## Entwicklung

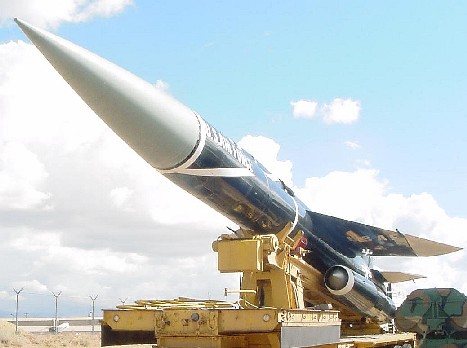
Bomarc A (CIM-10A)

Im Kalten Krieg standen den USA und der Sowjetunion vor der Entwicklung von Interkontinentalraketen als Kernwaffenträger nur Langstreckenbomber zur Verfügung. Gegen diese Bedrohung richtete sich die Bomarc, die ab Anfang der 1950er-Jahre entwickelt und ab Juni 1961 in Dienst gestellt wurde. Neben ihrem ursprünglichen Zweck diente die Bomarc auch als Zieldrohne zum Test anderer Waffensysteme.
Es wurden etwa 700 Flugkörper produziert. 14 Bomarc-Stellungen in den USA und zwei in Kanada wurden aufgebaut, die Angriffe sowjetischer Bomber über den Nordpol abfangen sollten.
Das Programm führte in Kanada ab 1960 zu heftigen politischen Kontroversen, als die nukleare Bestückung der Flugkörper bekannt geworden war. Nachdem Pierre Trudeau bereits als Journalist gegen die Bomarc gearbeitet hatte, kündigte er nach seiner Wahl zum kanadischen Premierminister im Jahre 1968 an, die Stellungen 1971 abzubauen.
Ab Mitte der 1960er-Jahre verlagerte sich die Hauptbedrohung von strategischen Bombern zu Interkontinentalraketen. 1972 wurde die letzte Bomarc-Einheit in den USA aufgelöst.

## Technik

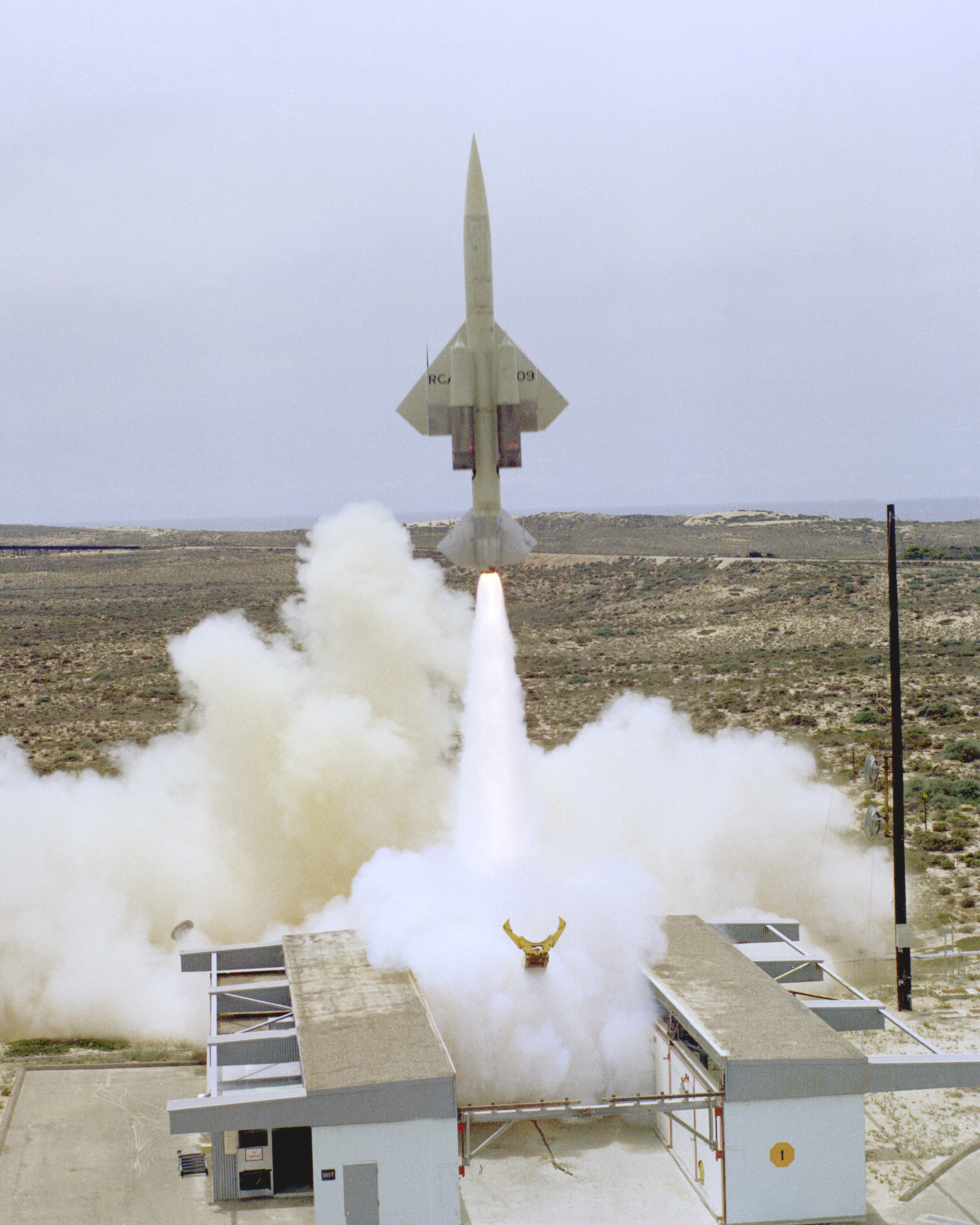
Eine zur Zieldrohne umgebaute Bomarc B startet in Vandenberg

Als bodengestützter Luftabwehrflugkörper großer Reichweite hatte die Bomarc zum Start ein Raketentriebwerk und als Marschtriebwerke zwei Marquardt-RJ43-Staustrahltriebwerke (Ramjets). Zwei Varianten wurden entwickelt – Bomarc A und Bomarc B, ab 1963 als CIM-10A und CIM-10B bezeichnet.
Das erste Modell – die „Bomarc IM-99A“ (IM für Interceptor Missile) – flog mit Mach 2,8 bei einer Reiseflughöhe von 18 km. Es war 14,2 m lang, wog 7.020 kg und hatte eine Reichweite von 320 km. In der Startstufe wurde ein Raketenmotor mit Flüssigtreibstoff verwendet. Die Bomarc B verwendete einen Feststoffantrieb, denn der flüssige Treibstoff hatte den Nachteil, dass erst unmittelbar vor dem Start aufgetankt werden konnte und die Treibstoffe gefährlich in der Handhabung waren. Die Ramjet-Triebwerke beider Varianten unterschieden sich dagegen kaum.
Die Bomarc waren in speziellen Schutzräumen untergebracht, von wo sie automatisch vertikal aufgerichtet und gestartet werden konnten.
Zielermittlung und -verfolgung sowie die Steuerung der Bomarc erfolgte durch SAGE, das Semi-Automatic Ground Environment – ein Netzwerk von Radarstationen und Computersystemen, die aufgrund der damaligen Technologie gewaltige Dimensionen hatten. Bei einer Entfernung von 16 km zum Ziel übernahm das bordeigene AN/DPN-34-Radar die Steuerung bis zum Abfangpunkt, wo der konventionelle Sprengkopf oder auch ein W40-Nuklearsprengkopf mit 10 kT TNT-Äquivalent gezündet wurde.